# Forțele de Rachete Strategice Ruse
Forțele de Rachete Strategice Ruse (în rusă Ракетные войска стратегического назначения Российской Федерации, Raketnîe voiska strateghiceskovo naznacenia Rossiiskoi federații), prescurtat RVSN (rusă РВСН) reprezintă compozanta terestră a arsenalului nuclear al Rusiei.

## Compunerea forțelor în 2010
În conformitate cu Jane's Defence Weekly, centrul principal de comandă RVSN se află la Kunțevo în suburbiile Moscovei, cu un punct de comandă de rezervă în Munții Kosvinksky în Urali.
În ultima vreme, cadeți de sex feminin au început să urmeze cursurile Academiei Forțelor de Rachete Strategice „Petru cel Mare”. Instituții de învățământ ale RVSN există și la Serpukhov și Rostov-pe-Don. Un poligon de testare pentru rachetele balistice este localizat în Estul Îndepărtat Rus, denumit Poligonul de Testare Kura, care este parte din Forțele De Apărare Aerospațială, începând cu anul 2010. 
Forțele de Rachete Strategice utilizează 4 sisteme de rachete distincte. Cel mai vechi sistem este R-36M2 / SS-18 Satan cu lansare din silozuri și dotat cu 10 vectori nucleari fiecare, acestea vor fi scoase din uz până în anul 2020. Al doilea sistem este UR-100NUTTH / SS-19 Stiletto, cu lansare din silozuri, ultimele 70 rachete aflate în serviciu dotate cu 6 vectori nucleari fiecare vor fi scoase din serviciu până în anul 2017. Cele mai numeroase rachete aflate în serviciu sunt rachetele RT-2PM Topol / SS-25 Sickle, cu un singur vector nuclear și cu lansare de pe lansator mobil, aproximativ 171 rachete fiind încă în serviciu, acestea vor fi scoase din serviciu până în anul 2019. O nouă rachetă ce intră în dotarea RVSN este RT-2UTTH "Topol M" (SS-27), având un singur vector nuclear, dintre cele intrate în serviciu sunt 49 cu lansare din silozuri și 19 de pe lansator mobil. În afară de RT-2UTTH Topol-M / SS-27 Sickle B, în dotarea RVSN intră și alte rachete de generație nouă. Prima rachetă modernizată a sistemului Topol-M denumită RS-24”Yars”, ce transportă trei vectori nucleari, a fost dată în serviciu în anul 2010 și, în iulie 2011, primul regiment mobil a fost dotat cu 9 rachete.
Compunerea unităților de rachete și a vectorilor nucleari aparținând Forțelor de Rachete Strategice au fost prezentate anterior în urma datelor obținute în cadrul acordului Acordului START I.  În decembrie 2010, Forțele de Rachete Strategice ale Federației Ruse aveau în compunere următoarele unități:
- Armata de Gardă a 27-a Rachete (cartierul general la: Vladimir);
- Al 98-lea Escadron Independent de Aviație Mixtă;
- Divizionul 7 de Gardă „Praștia” dislocat la Vypolzovo cu 18 sisteme mobile RT-2PM Topol;
- Divizionul de Gardă al 14-lea Rachete dislocat la  Yoshkar-Ola cu 27 sisteme mobile RT-2PM Topol;
- Divizionul de Gardă  al 28-lea Rachete dislocat la Kozelsk cu 29 sisteme cu lansare din silozuri de tipul UR-100NUTTH;
- Divizionul de Gardă  al 54-lea Rachete dislocat la Teykovo cu 18 sisteme mobile RT-2UTTH "Topol M" (SS-27) și 12 sisteme RS-24 „Yars” (Decembrie 2011)[7]
- Divizionul 60 Rachete dislocat la Tatischevo cu 41 sisteme cu lansare din silozuri de tip UR-100NUTTH și 52 sisteme cu lansare din silozuri de tip RT-2UTTH "Topol M" (SS-27);
- Armata 31 Rachete (cartierul general la: Rostoshi);
- Al 102-lea Escadron Independent de Aviație Mixtă;
- Divizionul 13 Rachete „Steagul Roșu” dislocat la Dombarovskiy cu 30 sisteme cu lansare din silozuri de tip R-36M2 / SS-18 Satan;
- Divizionul 42 Rachete dislocat la Nizhniy Tagil cu 27 sisteme mobile RT-2PM Topol;
- Armata de Gardă a 33-a Rachete (cartierul general la: Omsk);
- Al 105-lea Escadron Independent de Aviație Mixtă;
- Divizionul 35 Rachete dislocat la Barnaul cu 36 sisteme mobile RT-2PM Topol;
- Divizionul de Gardă al 39-lea Rachete dislocat la Novosibirsk cu 36 sisteme mobile RT-2PM Topol;
- Divizionul de Gardă al 51-lea Rachete dislocat la Irkutsk cu 27 sisteme mobile RT-2PM Topol;
- Divizionul 62 Rachete dislocat la Uzhur cu 28 sisteme cu lansare din silozuri de tip R-36M2 / SS-18 Satan;

Se estimează că în anul 2016 Armata 31 Rahete va fi demobilizată, la fel și Divizionul 42 Rachete dotat cu RT-2PM, Divizionul 13 Rachete dotat cu R-36 va fi transferat către Armata De Gardă a 27-tea Rachete. (Podvig)

### Număr de rachete și vectori nucleari
Forțele de Rachete Strategice dețin în prezent următoarele
- 58 sisteme cu lansare din silozuri de tip R-36M2 / SS-18 Satan;
- 136 sisteme cu lansare din silozuri de tip UR-100N (SS-19);
- 144 sisteme mobile RT-2PM "Topol" (SS-25);
- 60 sisteme cu lansare din silozuri de tip RT-2UTTH "Topol M" (SS-27);
- 18 sisteme mobile RT-2UTTH "Topol M" (SS-27);
- 18 sisteme mobile RS-24 "Yars" (SS-29) (În viitor va înlocui racheta UR-100N);

Conform acestor estimări, Rusia deține un total de 434 rachete balistice intercontinentale, mai puțin decât Statele Unite ale Americii ce dețin 450 rachete balistice intercontinentale de tip Minuteman-III.